# Microdytes schwendingeri
Microdytes schwendingeri (лат.) — вид жуков-плавунцов рода Microdytes из подсемейства Hydroporinae (Dytiscidae). Длина менее 2 мм. Обитает в небольших ручьях (менее метра в ширину), протекающих через глухой лес. Юго-Восточная Азия: Таиланд, Лаос. Вид назван в честь австрийского исследователя Dr. Peter Schwendinger (Инсбрук, Австрия), собравшего типовую серию в Таиланде в 1995 году.

## Описание
Жуки мелких размеров; длина овального тела менее 2 мм (1,3—1,4 мм). От близких видов отличаются следующими признаками:
отметины надкрылий с отчётливой поперечной полосой у основания и без постмедиального пятна около шва; тело широко-овальное; переднеспинка преимущественно желтовато-коричневая; мелкие размеры. Надкрылья без постмедиального пятна около шва. Пронотум без поперечной полосы. На задних тазиках грубые пунктуры. Надкрылья без вдавления на латеральной стороне.